# Сустрис, Ламберт
Ламберт Сустрис (итал. Lambert Sustris; 1515, Амстердам — 1584, Падуя) — живописец венецианской школы позднего итальянского Возрождения. По происхождению нидерландец. В Италии был известен под прозванием «Альберт Голландский» (Alberto de Olanda).

## Биография
Ламберт Сустрис родился в Амстердаме, о его ранних годах известно мало. Учился живописи, вероятно, в Утрехте или Харлеме, испытал влияние творчества Яна ван Скорела и Мартена ван Хемскерка.
Ламберт Сустрис посетил Рим, в сорокалетнем возрасте приехал в Венецию, работал в мастерской Тициана. Как член окружения знаменитого художника, он участвовал в «Собрании Аугсбурга» в 1548 и 1550—1551 годах, предписывавшем, в частности, протестантам признать главенство римского папы. С 1543 года он писал цикл фресок на вилле деи Вескови в Лувильяно ди Торрелья (Villa dei Vescovi a Luvigliano di Torreglia) недалеко от Падуи (Венето).
Между 1548 и 1553 годами Сустрис несколько раз приезжал в Аугсбург. К этому периоду относятся выполненные им портреты светской знати и духовенства. В 1560-х годах поселился в Падуе, где, скорее всего, умер в 1584 году. Неофициальным учеником и последователем Ламберта Сустриса был Джироламо Муциано. 
Сын художника — Фредерик, или Федерико, ди Ламберто Сустрис (ок. 1540—1599) по прозванию «Ламберто Фьямминго» (Lamberto Fiammingo — Ламберт Фламандский), из-за своего нидерландского происхождения, работал в Баварии, в стиле барокко, писал алтарные картины в Мюнхене.

## Творчество
По прибытии в Венецию Ламберт Сустрис писал главным образом пейзажный фон в картинах Тициана. Вернувшись в Венецию после поездки в Германию, он испытал влияние Пармиджанино и Скьявоне (Андреа Мелдоллы). Особенное сочетание голландского и итальянского стилей в пейзажах Сустриса «стало решающей моделью для создания идеальных пейзажей XVII века».
Классицистическая ясность композиции связывает творчество Сустриса с предыдущей эпохой Высокого Возрождения, а изысканная пластика линий и тонкость колорита в «венецианской редакции» относят его творчество к маньеризму круга Тинторетто и его подражателей.
В Санкт-Петербургском Эрмитаже имеются четыре картины этого замечательного художника: «Венера», «Юпитер и Ио», «Геракл в саду Гесперид», «Тесей, поражающий кентавров».

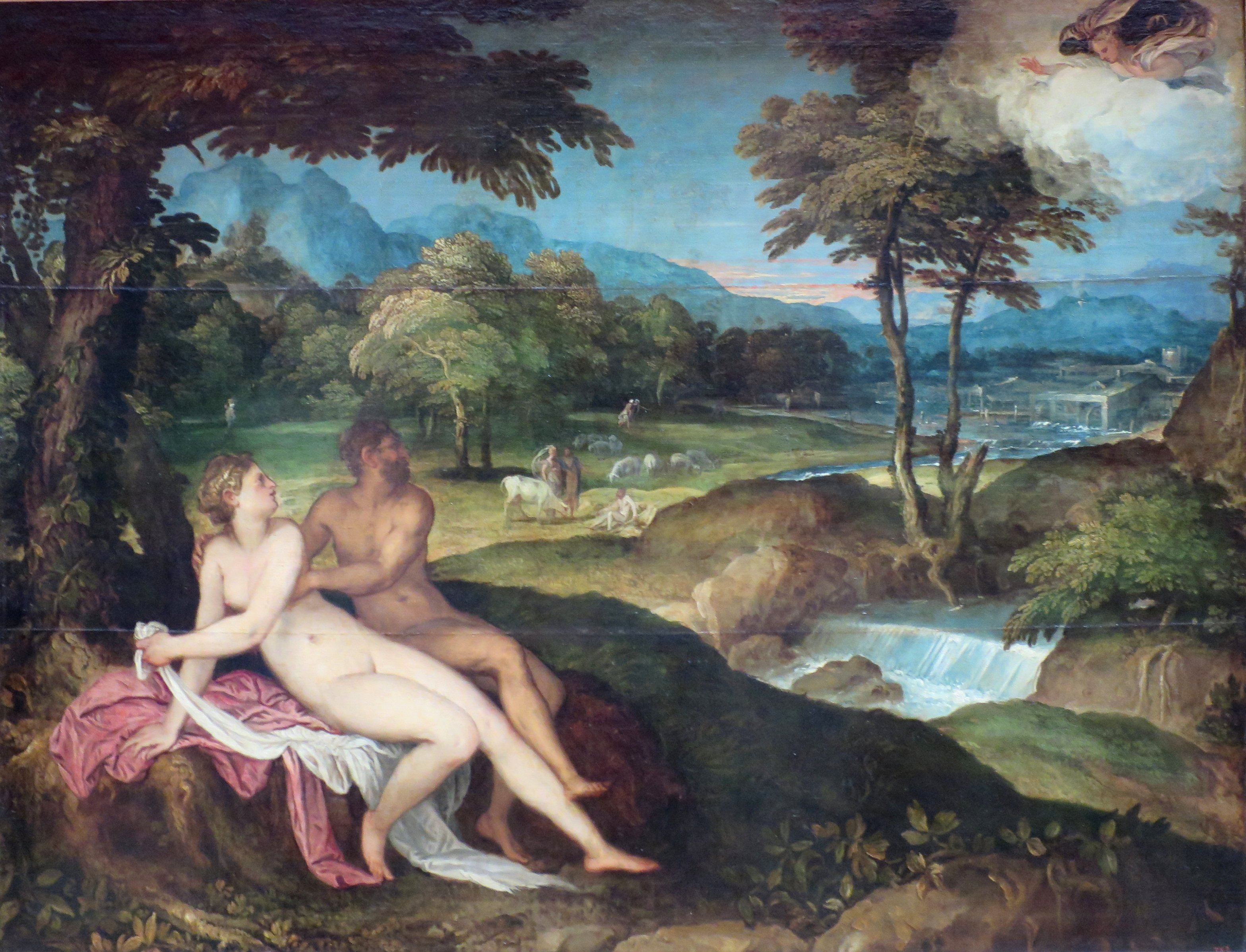
Юпитер и Ио. Ок. 1550—1560. Эрмитаж, Санкт-Петербург
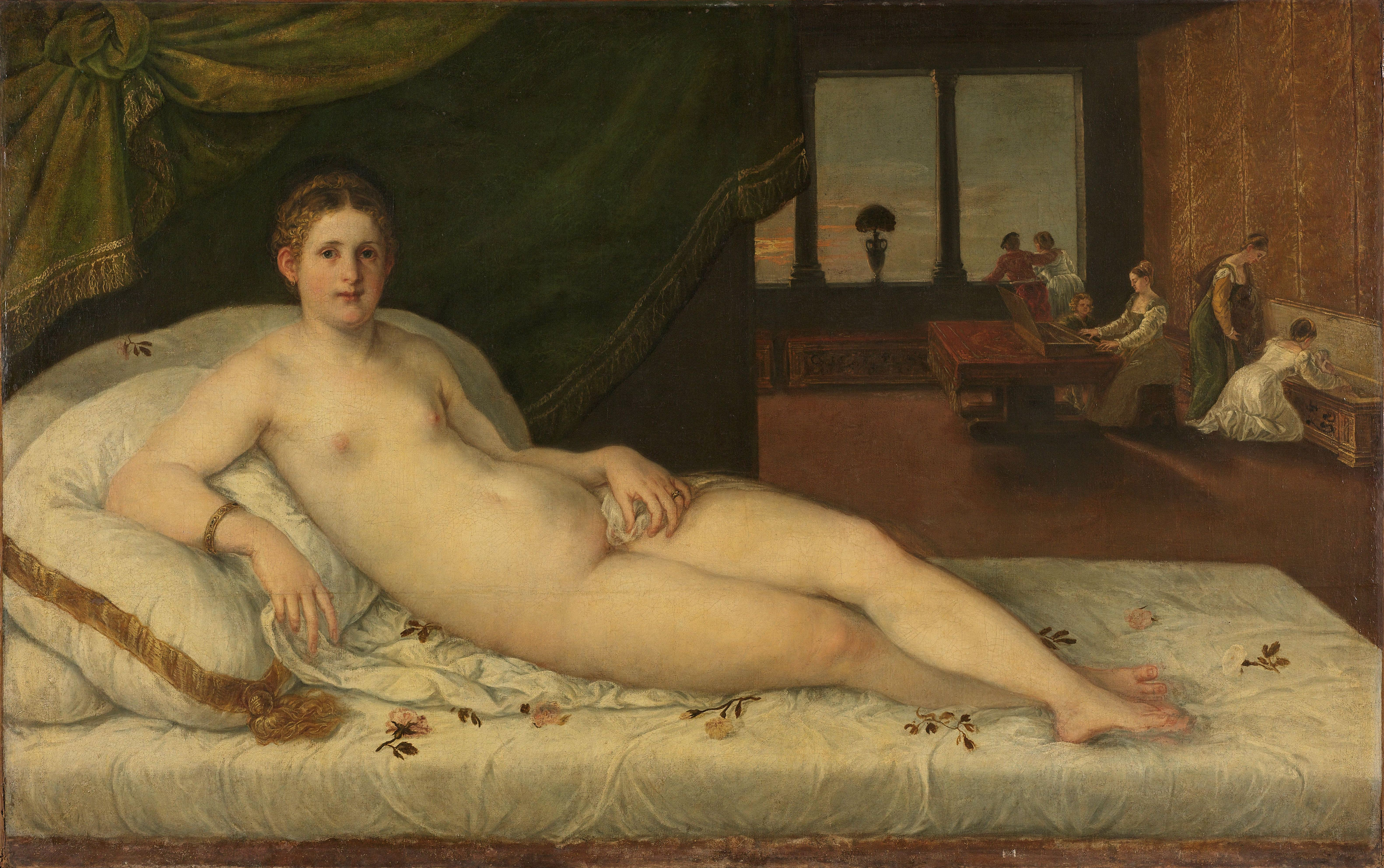
Лежащая Венера. Л. Сустрис (?) по картине Тициана (Уффици, Флоренция). Рийксмюсеум, Амстердам
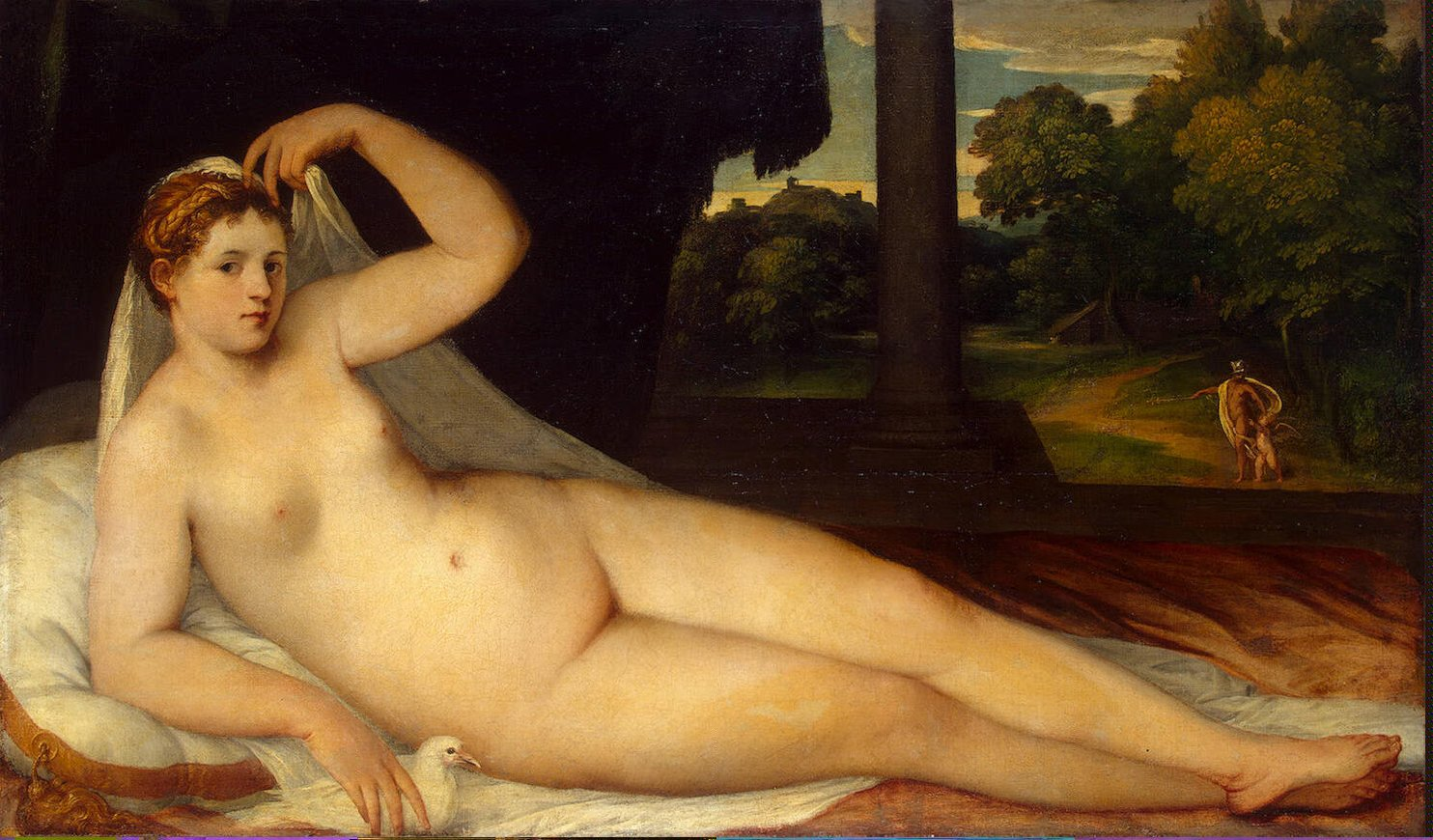
Венера. 1550-е гг. Эрмитаж, Санкт-Петербург
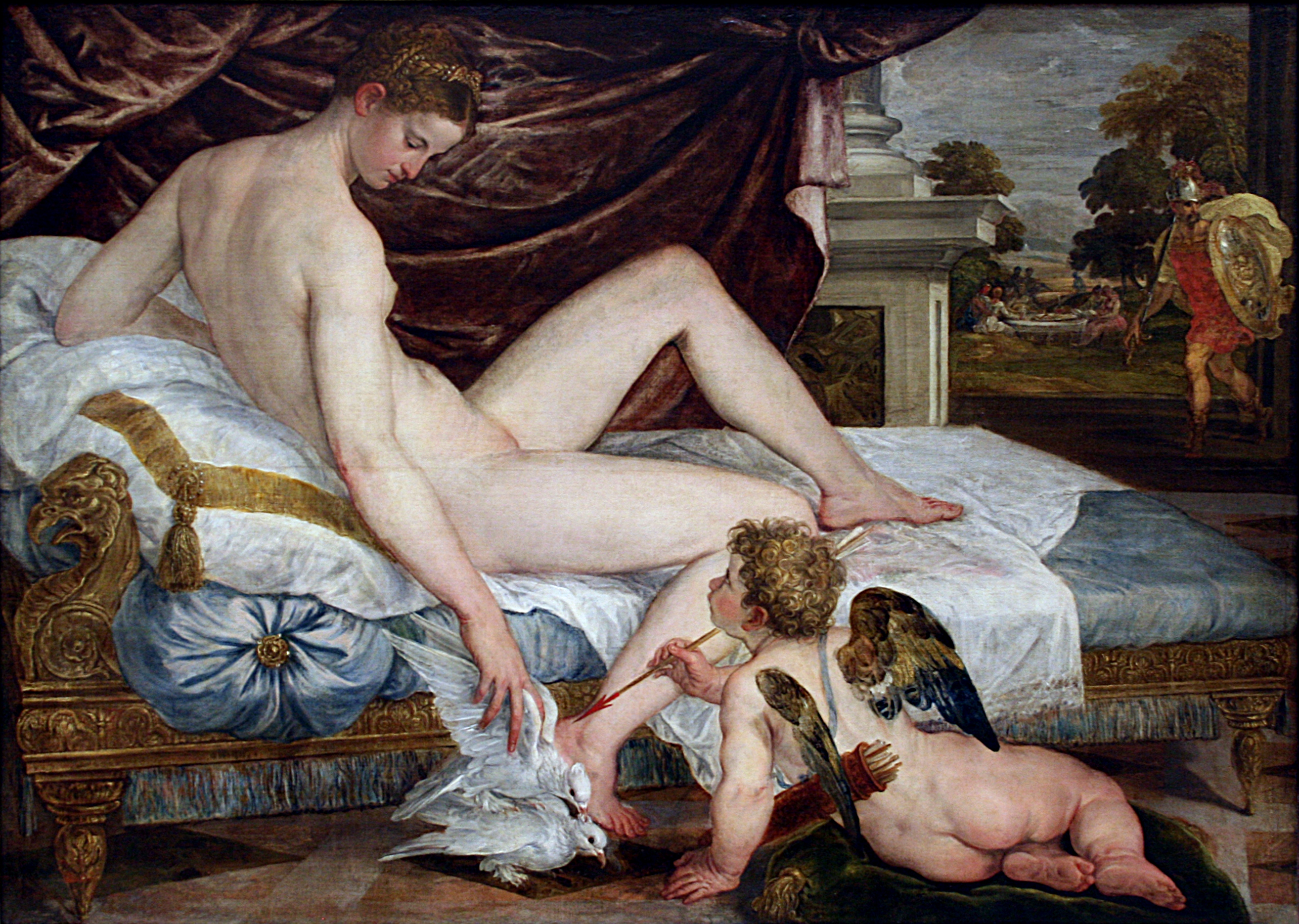
Венера и Амур. 1554. Лувр, Париж
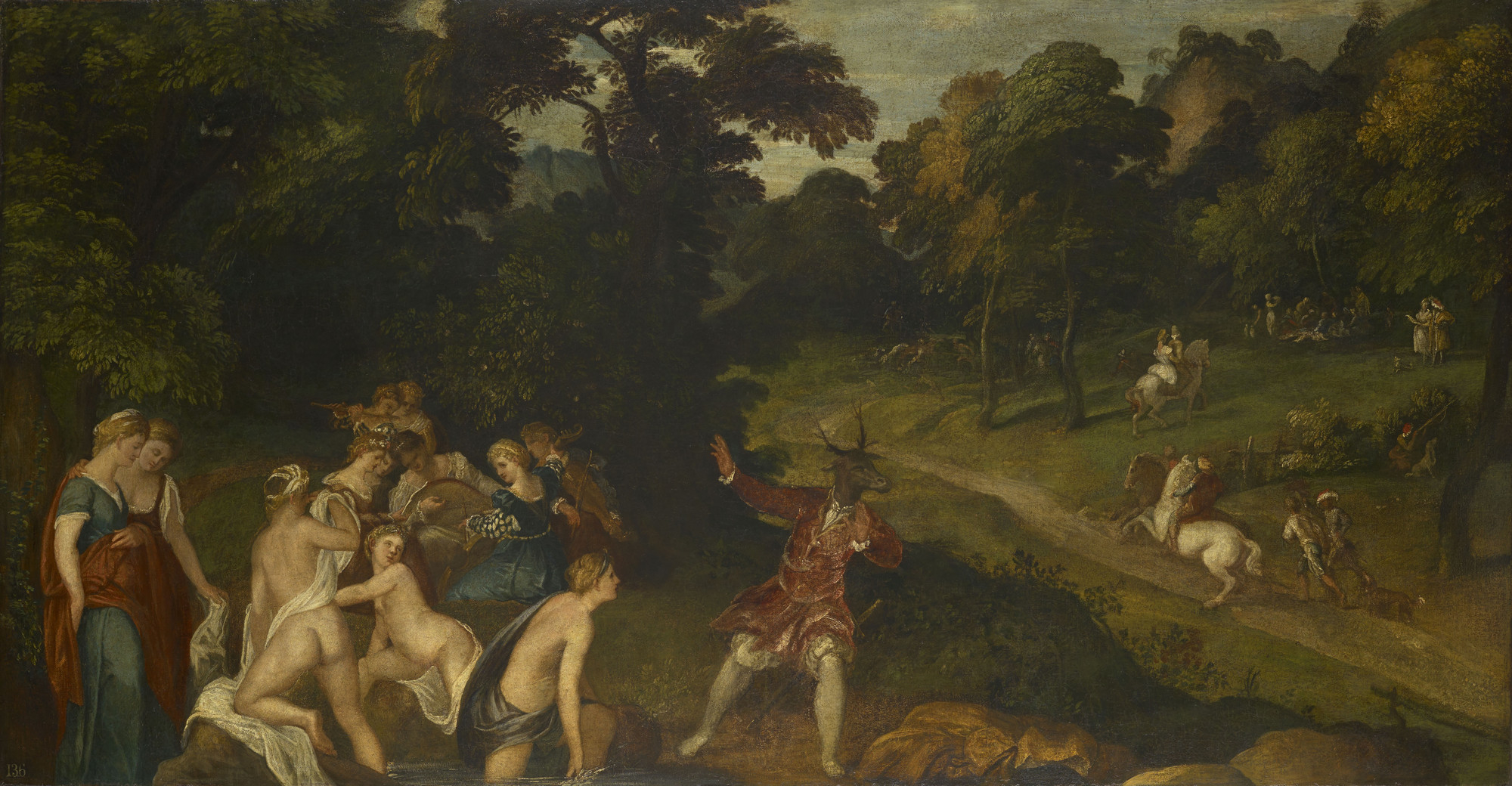
Диана и Актеон. Ок. 1555. Королевская коллекция, Лондон